# Norihisa Satake
Pour les articles homonymes, voir Satake.
Norihisa Satake (佐竹 敬久, Satake Norihisa), est un homme politique japonais, né dans le village de Kakunodate (qui fait aujourd'hui partie de la ville de Semboku) dans la préfecture d'Akita le 15 novembre 1947. Il est gouverneur d'Akita de 2009 à 2025. 

## Biographie

### Études et carrière professionnelle
Norihisa Satake est un descendant de la branche nord de l'ancien clan Satake, importante famille aristocratique de la province de Hitachi depuis le XIVe siècle (époque de Muromachi) et daimyō du domaine de Kubota (actuelle préfecture d'Akita) depuis la fin du XVIe siècle (ères Sengoku et d'Edo). Lors de la révolution Meiji, la branche nord du clan Satake reçoit le titre de baron (男爵 danshaku) dans le nouveau système nobiliaire du Kazoku, aboli après la Seconde Guerre mondiale en 1947. 
Il réalise sa scolarité dans son village natal et ancien point central du fief de sa famille, de Kakunodate, et sort du lycée préfectoral qui y est situé en 1966. Il entame des études d'ingénierie de précision à l'Université du Tōhoku à Sendai dans la préfecture de Miyagi et en sort diplômé en 1971.
De 1972 à 1997, il travaille pour le gouvernement de la préfecture d'Akita, successivement au secteur de l'industrie, au département de l'administration locale, comme directeur du développement industriel, directeur du service foncier et enfin comme sous-directeur du département des affaires générales.

### Carrière politique
Il quitte l'administration préfectorale en 1997 pour se présenter une première fois à l'élection du gouverneur de la préfecture d'Akita. Soutenu par la section locale du PLD, parti de centre-droit traditionnellement au pouvoir depuis 1955 sur le plan national, il est principalement opposé au maire de Yokote, Sukeshiro Terata, qui lui est investi par la totalité des formations de l'opposition non communiste. Il est battu de peu par ce dernier en obtenant 40,1 % des suffrages contre 44,4 % à Terata. Après cette première tentative électorale, il fonde le « Comité de recherche sur l'économie régionale » (地域 経済 研究会, Chiiki keizai kenkyūkai), un groupe de réflexion chargé de soutenir son action en politique. 

#### Maire d'Akita
Il finit par être élu maire de la capitale préfectorale, Akita, ville industrielle et universitaire de taille moyenne, le 8 juillet 2001, en étant une nouvelle fois soutenu par le PLD. Il bénéficie alors de la démission précipitée du maire sortant Renjirō Ishikawa, touché par un scandale financier, et de la popularité du Premier ministre Jun'ichirō Koizumi, il l'emporte de peu (33,6 % des suffrages exprimés) face à son principal adversaire, un élu préfectoral partisan du gouverneur Terata (31,9 %). Il est réélu le 17 juin 2005. 
Ses réalisations à la mairie comptent la tenue des VIe Jeux mondiaux du 16 au 26 août 2001, l'extension du port pour permettre l'accueil des grands porte-conteneurs russes, l'attraction des touristes tokyoïtes, l'organisation des festivités du 400e anniversaire de la localité en 2004, l'absorption le 11 janvier 2005 du district rural voisin de Kawabe (les bourgs de Kawabe et Yūwa, soit plus de 18 000 habitants et 446 km2 supplémentaires) ou la tenue d'un festival de jazz sur une journée, avec pour principal but d'enrayer la perte de population de cette petite ville de province. 
Il occupe également des fonctions importantes au sein de l'Association nationale des Maires de Villes : vice-président de juin 2003 à juin 2007 et chef de la commission des finances d'octobre 2004 à juin 2007, il est élu à la présidence de cette fédération le 6 juin 2007. Il est surtout connu pour avoir exprimé les inquiétudes des élus locaux face au plan décidé par Tarō Asō d'octroyer un cachet de 12 000 Yens à chaque famille et d'en confier la distribution aux municipalités à la fin de l'année 2008 (Norihisa Satake craint alors que les administrations communales soient engorgées et dépassées par le nombre important de chefs de famille se déplaçant pour obtenir leurs aides financières). 

#### Gouverneur d'Akita
Le 23 février 2009, il démissionne de la mairie d'Akita et de la présidence de l'Association des maires pour se porter candidat à l'élection de gouverneur de la préfecture du 12 avril suivant, son ancien rival Sukeshiro Terata ayant renoncé à se représenter pour un quatrième mandat. Il est investi par les principales forces de l'opposition à ce dernier qui, pourtant, sont opposées sur le plan national : les fédérations locales du PLD (droite) et du PSD (centre gauche, parti mineur), ainsi que la plus puissante organisation syndicale du Japon, le Rengo. Son principal adversaire, le maire du bourg de Kosaka Hiroshi Kawaguchi, est quant à lui soutenu par le gouverneur sortant ainsi que par le principal parti d'opposition sur le plan national, le PDJ (ainsi que par la petite formation du Nouveau parti du peuple). Cette élection est largement vue par les observateurs politiques et la presse comme un test en vue des élections législatives qui doivent se tenir dans le pays au plus tard en octobre 2009. Norihisa Satake emporte finalement le scrutin de manière relativement confortable, avec 47,06 % des suffrages exprimés contre 37,9 % à Kawaguchi, ce qui est perçu, à quelques jours de la défaite du PDJ dans une autre élection de gouverneur (à Chiba), comme le signe d'une sanction de l'électorat vis-à-vis du chef de l'opposition, pourtant jusqu'ici en tête dans les sondages face au Premier ministre, Ichirō Ozawa dont l'un des proches vient d'être touché par un scandale financier.    
Il entre officiellement en fonction le 20 avril 2009. Il peut s'appuyer sur la nette majorité détenue par le PLD à l'Assemblée préfectorale (22 élus sur 42, à quoi il faut ajouter les 3 représentants du PSD qui le soutiennent également). Il est réélu en 2013, 2017 et 2021 et ne se représente pas en 2025. 